# البهامنه
 البهامنة  بالفارسية  بهامنه  قرية صغيرة تتبع بلدة شيبكوه (بالفارسية: بخش شيبكوه ) من توابع مدينة لنجة وتقع في محافظة هرمزگان في جنوب إيران. تقع هذه القرية على بعد 9 كيلومترات في غرب قرية نخل مير. من أسمائها القديمة (البهمني).

## حدود قرية البهامنة
حدود قرية البهامنة، من الشمال: قرية دهنو مير ، ومن الجنوب قرية كرزه (شيبكوه) ، ومن الغرب قرية غدير صابري ، ومن الشرق تنتهي بقرية نخيلوه.

## السكان
يبلغ عدد سكان هذه القرية حسب تعداد السكان لعام 2006 للميلاد، (80) نسمه من أهل السنة والجماعة وعلى المذهب الشافعي. يتكلون باللغة العربية، لهم
مسجد، ومدرسة، وعيادة صحية صغيرة، وبركتان لحفظ مياه الأمطار، بها المرافق العامة كالماء، والكهرباء ، والهاتف. يمتهنون بتربية المواشي والزراعة.